# クロアチア・ラジオ・フェスティバル
クロアチア・ラジオ・フェスティバル（クロアチア語:Hrvatski radijski festival; 略称 HRF、英語: Croatian Radio Festival）は、毎年1回クロアチアで開催される音楽フェス（音楽祭）である。第1回フェスは、1997年にヴォディツェで催された。以後しばらくボディツェで行われるのが常であったが、2002年にはシベニクで開催されるようになった。2年連続シベニクで催された後、2004年のフェスはリエカとポジェガ二都市による共同開催となった。2005年と2006年はトロギルで、2007年にはフヴァル島で催された。2008年のフェスはオパティヤで開催され、向こう5年間は同地にて開催される予定だ。 

## 受賞者
- 1997年 - ニナ・バドリッチ、「Budi tu」
- 1998年 - サンディ・ツェノヴ（Sandi Cenov）、「Sunce moje to si ti」
- 1999年 - アレン・ニジェティッチ（Alen Nižetić）、「Noćas  se rastaju prijatelji」
- 2000年 - イヴァナ・バンフィッチ（Ivana Banfić）とディノ・メルリン、「Godinama」
- 2001年 - コロニア（Colonia）、「Za tvoje snene oči」
- 2002年 - コロニア、「Oduzimaš mi dah」
- 2003年 - コロニア、「C'est la vie」
- 2004年 - イヴァナ・バンフィッチ、「Otisak prsta」
- 2005年 - ミロスラヴ・シュコロ（Miroslav Škoro）、「Svetinja」
- 2006年
  - ポップス部門 - トニ・ツェティンスキ（Tony Cetinski）、「Sve je s tobom napokon na mjestu」
  - ザバブナ部門 - マルコ・ペルコヴィッチ、「Tamo gdje su moji korijeni」
- 2007年
  - ポップス部門 - トシェ・プロエスキ、「Veži me za sebe」
  - ザバブナ部門 - ドラジェン・ゼチッチ（Dražen Zečić）、「Stani srce」
- 2008年
  - ポップス部門 - ニナ・バドリッチ ft. リリャナ・ペトロヴィッチ・ブットラー（Ljiljana Petrović Buttler）、「Kralj života mog」
  - ザバブナ部門 - バルニ（Baruni）、「Svanut će jutro puno ljubavi」